# Катай
Ката́й (рос. Катай) — присілок у складі Вікуловського району Тюменської області, Росія.
Населення — 14 осіб (2010, 68 у 2002).
Національний склад станом на 2002 рік:
- росіяни — 94 %